# Tebibit
En Tebibit er en afledt enhed for information eller computerlager.
- 1 Tebibit = 240 bit = 1 099 511 627 776 bit

Gibibit << Tebibit << Pebibit
Enheden Tebibit er tæt relateret til Terabit = 1012 bit.